# Guerra franco-turca
La guerra franco-turca o guerra di Cilicia (in francese La campagne de Cilicie, in turco Güney Cephesi) è stato un conflitto combattuto tra la Francia (le forze coloniali francesi e la legione armena francese) e i Rivoluzionari turchi (guidati dal governo provvisorio turco dopo il 4 settembre 1920) dal dicembre 1918 all'ottobre 1921, subito dopo la fine della prima guerra mondiale. L'interesse francese nella regione derivava dall'accordo Sykes-Picot e dal ritorno alle loro case dei profughi armeni del genocidio armeno.

## Contesto
Gli interessi francesi nella regione della Çukurova risalgono alle campagne napoleoniche in Egitto e divennero ancor più intense a seguito dell'acquisizione della fattoria di Mercimek, un grande possedimento (circa 1100 km) tra Yumurtalık e Karataş gestito come uno stato che il sultano Abdul-Hamid II era stato costretto a cedere per pagare una parte dei debiti dell'Impero ottomano.
Gli interessi francesi sulla regione puntavano sugli importanti obiettivi strategici della Siria, delle fertili pianure della Cilicia, delle miniere di rame di Ergani, e sui porti di Mersin e Alessandretta. Da parte loro, i britannici puntavano sui campi petroliferi di Mosul. Gli accordi sottoscritti a Mudros dai due stati prevedevano che l'esercito britannico occupasse le città di Antep, Maraş e Urfa fino all'arrivo delle truppe francesi, che si dovevano installare nel sud dell'Anatolia.
La Francia sosteneva già i nazionalisti del movimento nazionale armeno, a seguito degli accordi franco-armeni siglati durante la Grande guerra, il 27 ottobre 1916. Gli accordi furono usati dal ministro degli affari esteri Aristide Briand a rafforzare la Legione armena, che combatteva in Palestina, Siria ed in Cilicia, al fine di permettere un contributo armeno alla separazione dell'Anatolia meridionale dall'Impero ottomano sotto il comando del generale britannico Edmund Allenby.

## L'occupazione francese della Turchia

### Sul Mar Nero
Dopo l'armistizio di Mudros dell'ottobre 1918 l'esercito francese, come stabilito con l'Accordo Sykes-Picot, aveva occupato la Çukurova controllando così la Siria ottomana e l'Anatolia meridionale, compresi i porti di Mersin e Alessandretta.
Nel marzo 1919 due cannoniere francesi arrivarono di fronte ai porti di Zonguldak e Karadeniz Ereğli, sul Mar Nero, al fine di occupare le miniere di carbone della regione. I francesi però incontrarono forti resistenze e nel giugno 1920 furono costretti a ritirarsi.

### Ad Istanbul e in Tracia
Le principali operazioni in Tracia miravano a sostenere gli obiettivi strategici degli alleati. Il 12 novembre 1918 una brigata francese arrivò ad Istanbul e nel febbraio 1919 il generale Louis Franchet d'Esperey – comandante in capo delle forze alleate nell'ex Impero ottomano giunse nella città per coordinare un governo d'occupazione.
La città di Bursa, un'ex capitale ottomana di importanza centrale nell'Anatolia nordoccidentale, fu occupata anche dalle forze francesi per un breve periodo prima della grande offensiva estiva dell'esercito greco nel 1920, quando quella città cadde in mano greca.

### In Cilicia
| Battaglia        | Generale          | Data                             |
| ---------------- | ----------------- | -------------------------------- |
| Marash           | Ali Fuat Cebesoy  | 20 gennaio - 10 febbraio 1920    |
| Urfa             | Ali Saip Ursavaş  | 9 febbraio - 11 aprile 1920      |
| Difesa di Antep  | Ali Kılıç         | 1º aprile 1920 - 9 febbraio 1921 |
| Assedio di Antep | Şefik Özdemir Bey | 5 agosto 1920 - 9 febbraio 1921  |

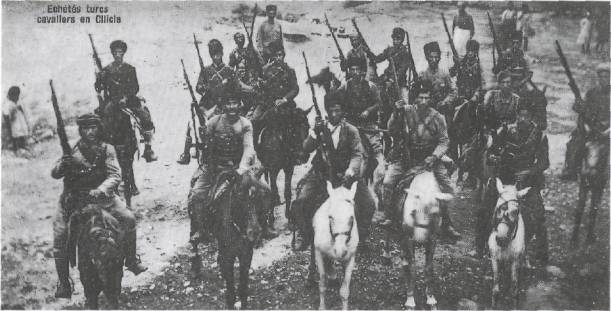
Milizia di nazionalisti turchi

Il 17 novembre 1918 le forze francesi, circa 150 ufficiali e 15 000 soldati (composti principalmente da volontari della Legione armena), sbarcarono a Mersin e due giorni dopo occuparono Tarso. Entro la fine dell'anno i francesi avevano occupato anche il resto della Cilicia (nonché le province di Gaziantep, Kahramanmaraş e Şanlıurfa) stabilendo un quartier generale ad Adana. L'area venne amministrata da un governatore francese: Édouard Brémond dal 1º gennaio 1919 al 4 settembre 1920 e Julien Dufieux dal settembre 1920 fino al 23 dicembre 1921.
Nella regione, la maggioranza turca resistette contro l'occupazione francese per via dell'associazione di questi ultimi con gli obiettivi armeni. Le resistenza cresceva di giorno in giorno, scoppiando in uno scontro aperto il 1 novembre 1919 a Maraş, due giorni dopo la presa della città da parte dei francesi. Un turco, Sütçü İmam, sparò su degli ausiliari armeni che avevano aggredito tre donne turche: l'evento spronò la maggioranza turca della città a prendere le armi contro l'occupante, sfociando nel febbraio 1920 in una vera e propria battaglia urbana a seguito della quale i francesi abbandonarono Maraş il giorno 11.
La perdita della città fu accompagnata da massacri su larga scala della popolazione armena, con migliaia di vittime. Sarkis Torossian, membro della legione armena francese, sospettò nel suo diario che le forze francesi avessero dato armi e munizioni ai kemalisti per consentire all'esercito francese di uscire in sicurezza dalla Cilicia.
Le milizie di Marash contribuirono ulteriormente allo sforzo bellico partecipando alla riconquista di altri centri della regione, costringendo le forze francesi a ritirarsi gradualmente, città per città.

## Epilogo
Nel marzo 1921, dopo mesi di scontri in tutta la regione, la Francia concluse un accordo di pace con il movimento dei Giovani Turchi (che nel frattempo aveva preso il potere in Turchia) per porre fine alle ostilità.
Il conflitto in realtà terminerà solo con il trattato di Ankara dell'ottobre 1921 e con il successivo armistizio di Mudanya.

## Ritiro e movimenti della popolazione
Le forze d'occupazione francesi si ritirarono dalla Turchia nel gennaio 1922 circa dieci mesi prima dell'armistizio di Mudanya. A partire dal 3 gennaio, le truppe francesi avecuarono Mersin e Dörtyol. Il 5 gennaio lasciarono Adana, Ceyhan e Tarsus. L'evacuazione venne completata il 7 gennaio con le ultime truppe che lasciarono Osmaniye.
Nelle prime fasi della guerra greco-turca, le truppe francesi e greche attraversarono insieme il fiume Meriç e occuparono la città di Uzunköprü nella Tracia orientale e la linea ferroviaria da lì alla stazione di Hadımköy vicino a Çatalca alla periferia di Costantinopoli. Nel settembre 1922, alla fine di quella guerra, durante il ritiro greco dopo l'avanzata dei rivoluzionari turchi, le forze francesi si ritirarono dalle loro posizioni vicino ai Dardanelli, ma gli inglesi sembravano pronti a mantenere la loro posizione. Il governo britannico emise una richiesta di supporto militare dalle sue colonie. Ciò fu rifiutato e i francesi che lasciarono gli inglesi nello stretto segnalarono che gli alleati non erano disposti a intervenire in aiuto della Grecia. Le truppe greche e francesi si ritirarono oltre il fiume Meriç.

## Conseguenze
Il trattato di Ankara non risolse la questione relativa al sangiaccato di Alessandretta. Tuttavia, le relazioni franco-turche si mantennero positive. La politica francese a sostegno del movimento per l'indipendenza della Turchia fu frenata durante la Conferenza di Losanna sull'abolizione delle capitolazioni dell'Impero ottomano. Le obiezioni francesi durante le discussioni sull'abolizione erano percepite come contrarie alla piena indipendenza e sovranità turca. Inoltre, il fatto che il sangiaccato di Alessandretta fosse rimasto sotto il controllo francese contribuì anche ad alimentare la tensione tra i due paesi, poiché i turchi rivendicavano la regione nel Misak-ı Millî (Patto Nazionale). L'atteggiamento positivo sviluppato con il Trattato di Ankara rimase amichevole, anche se limitato.
I debiti ottomani furono cancellati dalla Repubblica di Turchia in linea con il Trattato di Losanna.